# Закон тривіальності
Закон тривіальності — це аргумент С. Норткота Паркінсона 1957 року про те, що люди в організації зазвичай надають непропорційно велику вагу тривіальним питанням. Паркінсон наводить приклад вигаданого комітету, завданням якого було схвалення планів атомної електростанції, який витрачав більшу частину свого часу на обговорення відносно незначних, але легких для сприйняття питань, наприклад, які матеріали використовувати для велосипедного сараю для персоналу, нехтуючи запропонованим проєктом самого заводу, що є набагато важливішим і набагато складнішим завданням.
Закон застосовувався до розробки програмного забезпечення та іншої діяльності. В англомовній літературі був вивидений термін bike-shed effect (дослівно «ефект велосипедного сараю») на основі прикладу Паркінсона; він був популяризований у спільноті Berkeley Software Distribution датським розробником програмного забезпечення Поуль-Геннігґ Кампом у 1999 році і, завдяки цьому, з тих пір став популярним у сфері розробки програмного забезпечення загалом.

## Аргумент

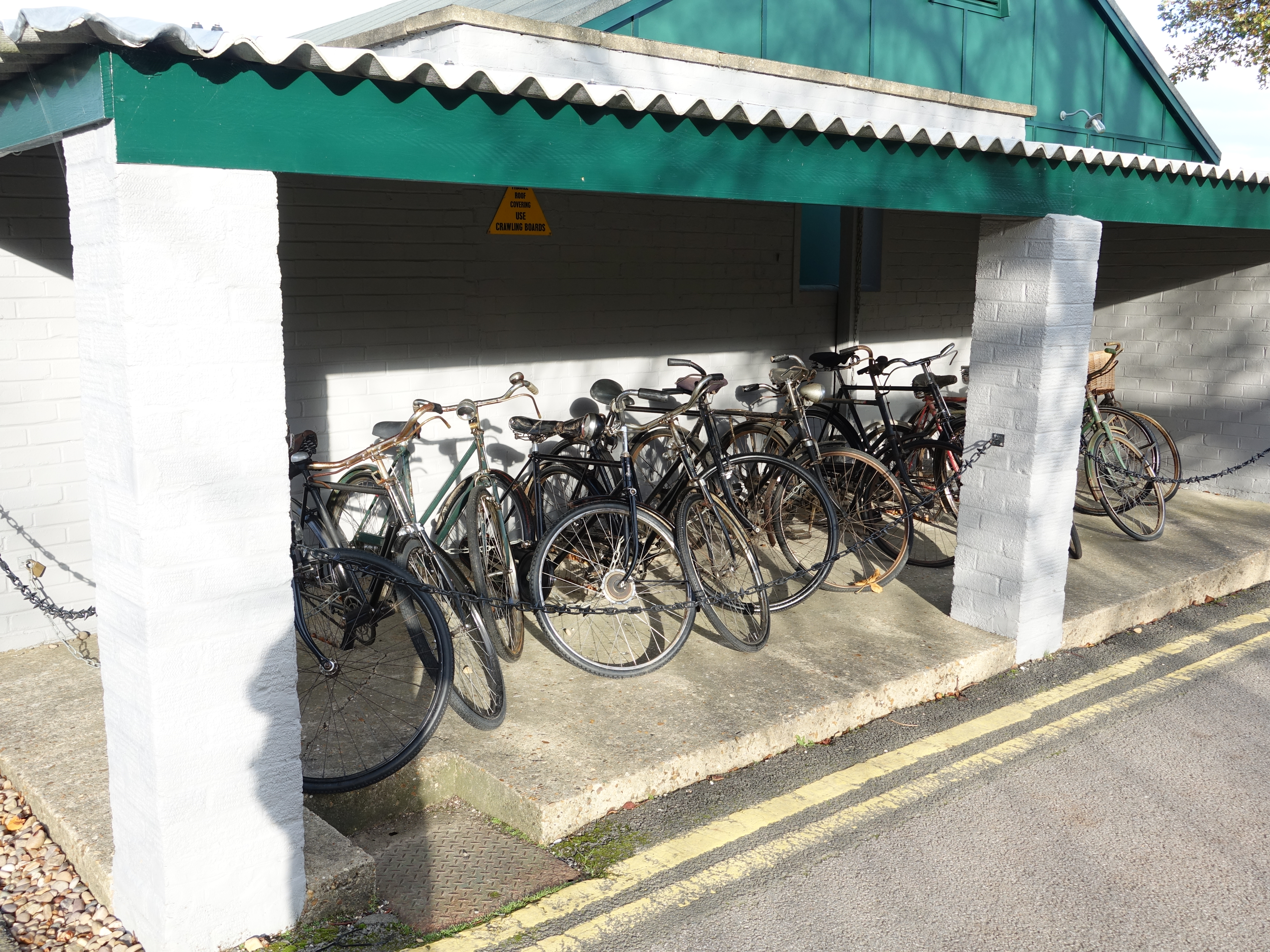
Навіс для велосипедів

Вперше ця концепція була представлена як наслідок його ширшого «закону Паркінсона» про підробку управління. Він драматизує цей «закон тривіальності» на прикладі обговорення комітетом атомного реактора, протиставляючи його обговоренню велосипедного сараю. Як він сказав: «Час, витрачений на будь-який пункт порядку денного, буде обернено пропорційний сумі [грошей], про які йдеться». Реактор настільки дорогий і складний, що звичайна людина не може його зрозуміти, тому можна припустити, що його розуміють ті, хто над ним працює. Однак кожен може уявити собі дешевий, простий навіс для велосипедів, тому його планування може призвести до нескінченних дискусій, оскільки кожен учасник хоче реалізувати власну пропозицію та продемонструвати особистий внесок.
Після пропозиції побудувати щось нове для громади, як-от навіс для велосипедів, виникають проблеми, коли всі учасники сперечаються про деталі. Це метафора, яка вказує на те, що немає необхідності сперечатися про кожну дрібницю, просто основуючись на знанні, як це зробити. Деякі люди зауважили, що кількість шуму, створеного зміною, обернено пропорційна складності цієї зміни.
Закон тривіальності підтверджується дослідженнями поведінки. Люди схильні витрачати більше часу на прийняття дрібних рішень, ніж слід, і менше часу на прийняття великих рішень, ніж слід. Просте пояснення полягає в тому, що під час прийняття рішення необхідно оцінити, чи достатньо інформації було зібрано для прийняття рішення. Якщо люди роблять помилки щодо того, чи мають вони достатньо інформації, вони тенденційно припиняють збирати інформацію раніше, ніж слід, у великих рішеннях. Причина полягає в тому, що великі рішення вимагають тривалого збору інформації, і це залишає більше часу для зроблення помилки (і припинення процесу) до отримання достатньої інформації. І навпаки, для малих рішень, де людям слід припинити дослідження раніше, вони можуть помилково продовжувати роздумувати занадто довго.

## Пов’язані принципи та формулювання
Є кілька інших принципів, добре відомих у конкретних проблемних областях, які виражають подібну думку..
Закон Вадлера, названий на честь комп’ютерного вченого Філіпа Вадлера, — це принцип, який стверджує, що основна частина дискусій про дизайн мови програмування зосереджена на синтаксисі (який, для цілей аргументації, вважається вирішеною проблемою), а не на семантиці.
Закон Сейра є більш загальним принципом, який стверджує (серед інших формулювань), що «у будь-якій суперечці інтенсивність почуттів обернено пропорційна значенню проблем, що поставлені на карту»; багато формулювань цього принципу зосереджені на академічних колах.